# اندام حرکتی
به برآمدگی‌های به‌هم‌چسبیده یا اعضای بدن جانوران، که برای حرکت جانوران از جمله راه رفتن، دویدن، بالا رفتن و شنا کردن تخصیص یافته‌اند، اندام حرکتی گفته می‌شود. در بدن انسان، معمولاً به اندام‌های بالایی و پایینی، به‌ترتیب دست و پا می‌گویند. دست انسان از طریق کمربند شانه‌ای به نیم‌تنه و پاها به لگن خاصره متصل هستند.
برخی جانوران می‌توانند از اندام حرکتی بالایی (در مورد انسان، دست) خود برای جابجا کردن و ایجاد تغییر در اجسام استفاده کنند. همچنین برخی جانوران می‌توانند از اندام حرکتی پایینی خود برای تغییر و جابجایی اجسام استفاده کنند.
پا و پیش‌پای انسان و دوپایان برای تحرک روی دو پا سازگار شده‌اند. اما بیشتر گونه‌های پستانداران از چهار اندام حرکتی خود برای گام برداشتن و دویدن استفاده می‌کنند و چهارپا هستند. برخی جانوران نیز توانایی پرواز پیدا کرده‌اند. دست انسان، نسبت به پا اندام ضعیف‌تری است؛ اما توانایی چرخش زیادی دارد و به انسان اجازه می‌دهد به زاویه و فاصله‌های گوناگونی دست پیدا کند. دست‌های تخصص‌یافتهٔ انسان توانایی خوبی در چنگ زدن، گرفتن و دستکاری اجسام دارند.